# A Flag Without a Country
Pour plus de détails, voir Fiche technique et Distribution.
A Flag Without a Country est un film documentaire irakien écrit et réalisé par Bahman Ghobadi et sorti en 2015.

## Synopsis

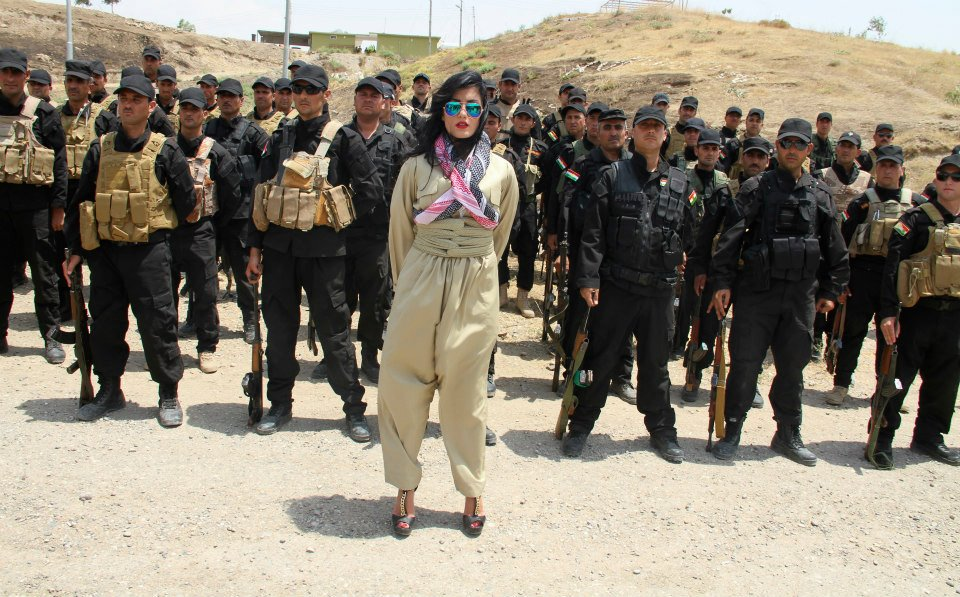
Helly Luv lors de sa visite en juin 2014 aux peshmergas.

## Distribution
- Nariman Anwar : lui-même
- Helly Luv : elle-même